# 30 e poi... - Parte prima
30 e poi… – Parte prima è una raccolta della cantante Cristina D'Avena pubblicata il 27 novembre 2012.

## Il disco
30 e poi… – Parte prima fa parte del progetto discografico "30 e poi…" ideato per celebrare i 30 anni di carriera di Cristina D'Avena. Il progetto debutta sul mercato discografico il 27 novembre 2012 con il disco in oggetto e si completa il 19 novembre dell'anno successivo con una seconda uscita dal titolo 30 e poi… – Parte seconda.
L'album, prodotto da RTI Music Division e distribuito da Sony Music, è composto da 3 CD contenenti, in ordine cronologico, 70 sigle originali dei cartoni animati più famosi degli anni '80, '90 e 2000, per un totale di circa 4 ore di musica. È inclusa una reinterpretazione di Cristina D'Avena del classico natalizio O Holy Night dall'album Magia di Natale del 2009, un megamix di 4 storici successi anni '80 e una cover del brano L'anno che verrà di Lucio Dalla incisa appositamente.

## Tracce

### CD1 - Gli anni '80
Testi di Alessandra Valeri Manera tranne Bambino Pinocchio.
1. Bambino Pinocchio – 2:45 (testo: Luciano Beretta – musica: Augusto Martelli)
2. Canzone dei Puffi – 2:24 (testo: Victor Sznell[2] e Alessandra Valeri Manera[3] – musica: Dan Lacksman)
3. Lucy – 3:02 (musica: Giordano Bruno Martelli)
4. Pollon, Pollon combinaguai – 3:00 (musica: Piero Cassano e Vladimiro Albera)
5. Nanà Supergirl – 3:30 (musica: Piero Cassano)
6. Georgie – 2:30 (musica: Vladimiro Albera e Alberto Baldan Bembo)
7. L'incantevole Creamy (versione stereofonica) – 2:44 (musica: Giordano Bruno Martelli)
8. Lo strano mondo di Minù – 2:40 (musica: Gianfranco Intra)
9. Occhi di gatto (versione stereofonica) – 3:24 (musica: Ninni Carucci)
10. Il grande sogno di Maya – 3:36 (musica: Mariano Detto)
11. Kiss me Licia (versione con intro alternativo) – 3:20 (musica: Giordano Bruno Martelli)
12. Memole dolce Memole (versione con chiusura alternativa) – 3:11 (musica: Giordano Bruno Martelli)
13. Lovely Sara – 3:13 (musica: Giordano Bruno Martelli)
14. Mila e Shiro due cuori nella pallavolo – 2:57 (musica: Ninni Carucci)
15. Noi Snorky incontrerai – 3:02 (musica: Giordano Bruno Martelli)
16. Magica, magica Emi – 3:19 (musica: Giordano Bruno Martelli)
17. Il mago di Oz – 3:13 (musica: Ninni Carucci)
18. Jem – 2:54 (musica: Ninni Carucci)
19. Vola mio mini pony – 2:45 (musica: Ninni Carucci)
20. Hilary – 3:03 (musica: Ninni Carucci)
21. Milly un giorno dopo l'altro – 3:52 (musica: Ninni Carucci)
22. È quasi magia, Johnny! – 2:41 (musica: Ninni Carucci)
23. Dolce Candy – 2:42 (musica: Ninni Carucci)
24. Ti voglio bene Denver – 3:05 (musica: Ninni Carucci)
25. Cri Megamix – 4:21

### CD2 - Gli anni '90
Testi di Alessandra Valeri Manera.
1. Alvin rock 'n roll – 3:00 (musica: Ninni Carucci)
2. Una spada per Lady Oscar – 3:32 (musica: Ninni Carucci)
3. Papà Gambalunga – 3:10 (musica: Ninni Carucci)
4. Il mistero della pietra azzurra – 3:41 (musica: Ninni Carucci)
5. Il libro della giungla – 3:07 (musica: Ninni Carucci)
6. Robin Hood – 3:18 (musica: Ninni Carucci)
7. Bentornato Topo Gigio – 4:09 (musica: Ninni Carucci)
8. Gemelli nel segno del destino – 3:12 (musica: Ninni Carucci)
9. Tazmania – 3:07 (musica: Ninni Carucci)
10. L'ispettore Gadget – 3:25 (musica: Ninni Carucci)
11. Batman – 3:29 (musica: Ninni Carucci)
12. Cantiamo insieme – 3:44 (musica: Ninni Carucci)
13. Sailor Moon – 3:21 (musica: Ninni Carucci)
14. Che campioni Holly e Benji!!! – 3:15 (musica: Silvio Amato)
15. Tante fiabe nel cassetto – 3:42 (musica: Vincenzo Draghi)
16. Un fiocco per sognare, un fiocco per cambiare – 3:53 (musica: Franco Fasano)
17. Piccoli problemi di cuore – 4:03 (musica: Franco Fasano)
18. Un incantesimo dischiuso tra i petali del tempo – 3:45 (musica: Franco Fasano)
19. Spicchi di cielo tra baffi di fumo – 3:28 (musica: Franco Fasano)
20. Beethoven – 3:59 (musica: Franco Fasano)
21. Pesca la tua carta Sakura – 4:42 (musica: Franco Fasano)
22. Un vagone di desideri e un'ondata di guai per Nick – 4:02 (musica: Vincenzo Draghi)

### CD3 - Gli anni 2000… e oltre
1. Rossana – 4:37 (testo: Alessandra Valeri Manera – musica: Franco Fasano)
2. Always Pokémon – 2:55 (testo: Alessandra Valeri Manera – musica: Max Longhi e Giorgio Vanni)
3. All'arrembaggio! – 3:11 (testo: Alessandra Valeri Manera – musica: Max Longhi e Giorgio Vanni)
4. Magica Doremì – 3:25 (testo: Alessandra Valeri Manera – musica: Max Longhi e Giorgio Vanni)
5. I colori del cuore – 3:05 (testo: Alessandra Valeri Manera, Marilena Crisci e Cristina D'Avena – musica: Francesco Amato)
6. Hamtaro piccoli criceti, grandi avventure – 3:15 (testo: Alessandra Valeri Manera – musica: Max Longhi e Giorgio Vanni)
7. Doraemon – 3:07 (testo: Alessandra Valeri Manera – musica: Max Longhi e Giorgio Vanni)
8. Mew Mew amiche vincenti – 3:39 (testo: Alessandra Valeri Manera – musica: Cristiano Macrì)
9. Mirmo – 3:04 (testo: Alessandra Valeri Manera – musica: Max Longhi e Giorgio Vanni)
10. Le avventure di Piggley Winks – 3:23 (testo: Alessandra Valeri Manera – musica: Max Longhi e Giorgio Vanni)
11. Innamorati dentro un film – 3:48 (testo: Leonardo Abbate – musica: Goffredo Orlandi)
12. Il segreto della sabbia – 3:11 (testo: Alessandra Valeri Manera – musica: Max Longhi e Giorgio Vanni)
13. Ma che melodia – 3:20 (testo: Cristina D'Avena – musica: Goffredo Orlandi)
14. Tutto sa di te – 3:50 (testo: Leonardo Abbate – musica: Goffredo Orlandi)
15. Le fiabe di Fata Cri (versione estesa) – 2:16 (testo: Cristina D'Avena – musica: Max Longhi e Giorgio Vanni)
16. Principesse gemelle (Energy Remix) – 3:32 (testo: Cristina D'Avena – musica: Max Longhi e Giorgio Vanni)
17. Sorridi piccola Anna – 3:27 (testo: Fabrizio Berlincioni – musica: Augusto Martelli)
18. Il lungo viaggio di Porfirio – 3:43 (testo: Cristina D'Avena – musica: Cristiano Macrì)
19. Jewelpet – 3:13 (testo: Fabio Gargiulo, Max Longhi e Giorgio Vanni – musica: Max Longhi e Giorgio Vanni)
20. Mila e Shiro il sogno continua – 3:37 (testo: Arianna Martina Bergamaschi – musica: Cristiano Macrì)
21. Estate d'amore (feat. Patrick Ray) (seconda versione) – 3:02 (testo: Cristina D'Avena – musica: Max Longhi e Giorgio Vanni)
22. O Holy Night – 3:56 (testo: Placide Cappeau[4], John Sullivan Dwight – musica: Adolphe-Charles Adam)
23. L'anno che verrà – 4:04 (Lucio Dalla)

## Posizione in classifica
L'album ha debuttato alla posizione numero 33 della classifica settimanale dei dischi più venduti in Italia, mantenendo la sua presenza in classifica per 8 settimane consecutive.